# Christian Döring (Baumeister)
Christian Döring (* 18. September 1677 in Leipzig; † 24. Dezember 1750 ebenda) war ein Leipziger Architekt und Baumeister des Barocks. Er schuf vor allem zwischen 1715 und 1725 mehrere repräsentative Bürgerhäuser, die bis zu ihrer Zerstörung im Zweiten Weltkrieg das Stadtbild der Messestadt mitprägten.

## Leben und Wirken
Der Baumeister Christian Döring, dessen kunsthistorische Bedeutung für Leipzig mit Johann Gregor Fuchs, David Schatz oder George Werner zu vergleichen ist, blieb in der lokalgeschichtlichen Forschung lange weitgehend unberücksichtigt. Dies mag damit begründet sein, dass einerseits seine wichtigsten Bauten den Zerstörungen Leipzigs im Zweiten Weltkrieg zum Opfer fielen, andererseits Döring nach 1725 der Konkurrenz George Werners weichen musste und so fälschlicherweise nur als Baumeister des stilistischen Überganges von Fuchs zu Werner wahrgenommen wurde. Nikolaus Pevsner und Wolfgang Hocquél gebührt das gemeinsame Verdienst, das Werk Dörings neu bewertet und gewürdigt zu haben.

„Denkt man an die Reihe seiner Bauten, dann wird man gewahr, dass man sie alle nicht vergessen wird, weil sie – jedes ein künstlerisches Wesen für sich – doch alle Geschöpfe einer reichen und blühenden Persönlichkeit sind, eines Künstlers, dem niemand eine bodenständige und im besten Sinne bürgerliche Genialität absprechen kann.“

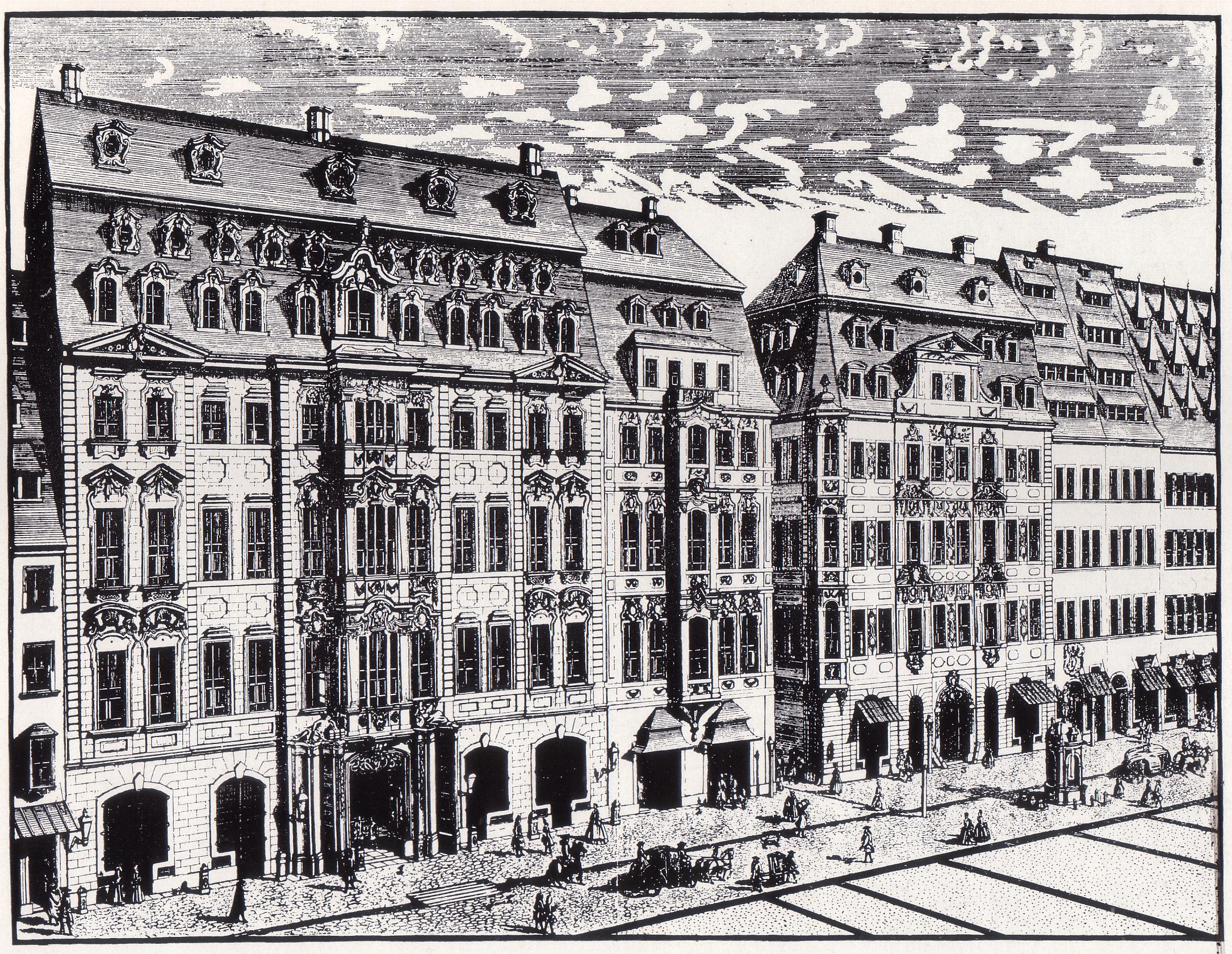
Katharinenstraße 16, 14 und 12 (1943–1963 zerstört), Stich von Johann George Schreiber um 1720

Der Sohn einer alten Leipziger Handwerkerfamilie wurde 1699 Geselle bei George Rotzsch. Er wurde 1705 Maurermeister und führte seit 1708 selbständige Arbeiten aus, in denen er erstmals sein Können unter Beweis stellte und so die Aufmerksamkeit des Großkaufmanns Peter Hohmann erlangte, der ihn in den kommenden Jahren förderte. 1715 trat Döring in die Schützengesellschaft ein.
Christian Döring führte zwischen 1715 und 1725 die wichtigsten Bauaufträge in Leipzig aus, so die später nach ihm benannten „Döringschen Häuser“ in der Katharinenstraße 12, 14 (sog. Schellhaffersches, ab 1727 Oertelsches Haus, in dem Bach musizierte) und 16 (sog. Hohmannsches Haus), wobei der Rohbau des letztgenannten Gebäudes noch von dem am 16. August 1715 verstorbenen Gregor Fuchs vollendet wurde. Die Baumeister Fuchs, Döring, Werner und Seltendorff gestalteten mit ihren Barockbauten die Katharinenstraße zu einer im 18. Jahrhundert weit über die Grenzen Leipzigs bekannten Prachtstraße, wobei Döring vor allem die östliche, im Zweiten Weltkrieg zerstörte, Straßenseite prägte.

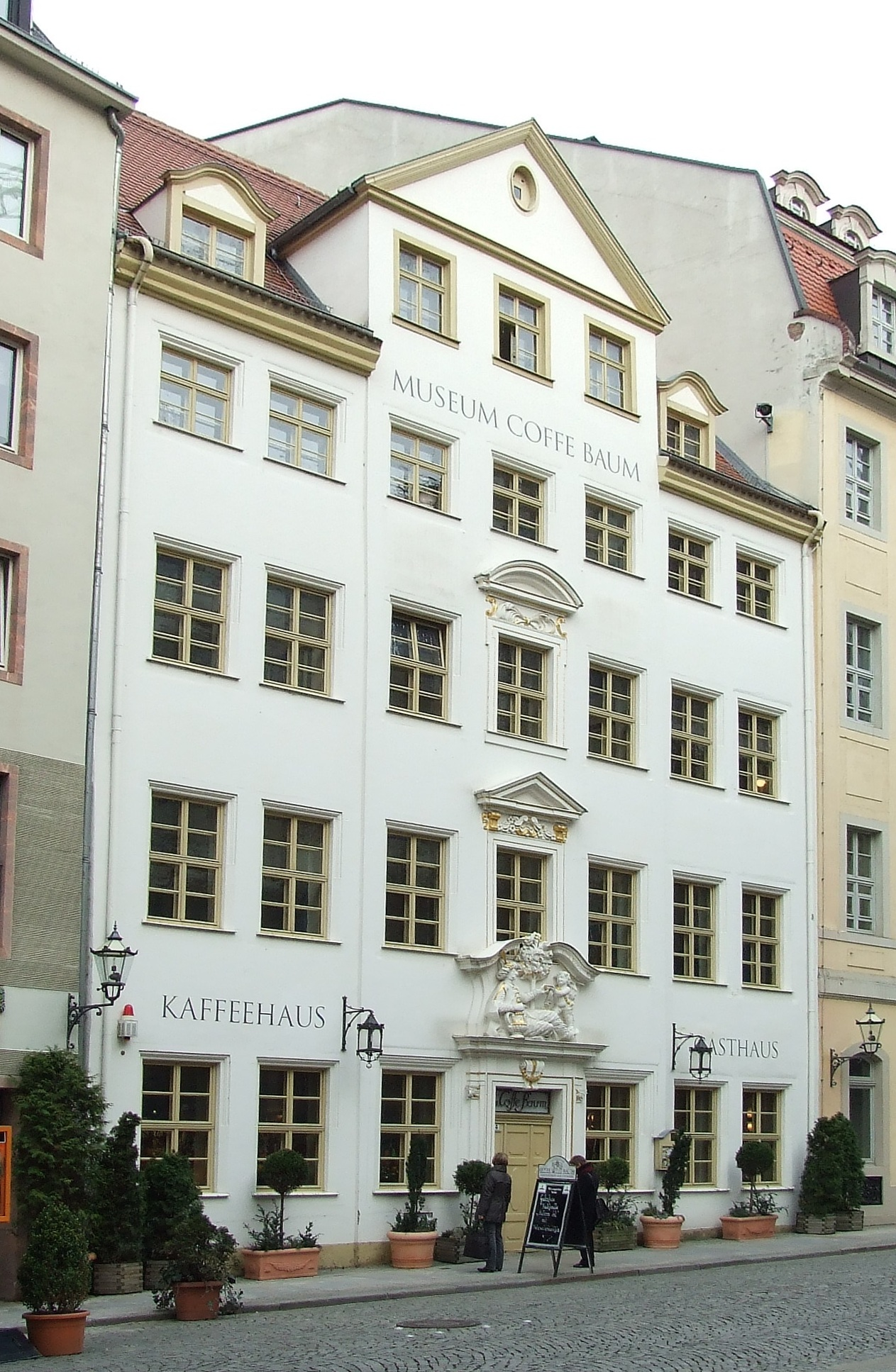
Bürgerhaus Kleine Fleischergasse 4 („Zum Arabischen Coffe Baum“)

Seit 1719 wandte Döring häufiger verschnörkelte Stilelemente an, die er vermutlich während seiner Reise(n) nach Böhmen und Prag kennengelernt hatte. Er war allerdings nach 1725 als Architekt und Baumeister weniger gefragt, da seine Leipziger Auftraggeber einem schon in Dresden, Preußen und in den Thüringer Staaten vollzogenen Wandel folgten und nun auf lebhafte, schwungvolle Verzierungen an ihren Gebäuden verzichteten. Döring hielt jedoch an seinem Baustil fest und musste deshalb schrittweise George Werner weichen, der das Leipziger Baugeschehen bis 1755 dominierte. Das wichtigste Spätwerk des 1740 zum Ratsmaurermeister aufgestiegenen Christian Döring blieb die 1744 neu gestaltete Haube des heutigen Alten Rathauses.
Döring soll nach Pevsner auch die Außenseite des von A. Jacob 1718/19 umgebauten, noch erhaltenen Bürgerhauses Kleine Fleischergasse 4 (Zum Arabischen Coffe Baum) erneuert haben.
Der verheiratete Christian Döring wurde zwischen 1700 und 1727 Vater von 16 Kindern, darunter der später bedeutende Ratszimmermeister Christoph Döring (* 1700 in Leipzig; † 9. Februar 1763 ebd.), der seit 1737 selbständig arbeitete, und der Maurermeister Johann Gottfried Döring (* 28. Januar 1708 in Leipzig; † 28. Mai 1778 ebd.), der den Gartenpavillon in der Seeburgstraße 45 (Lincks Gartenhaus) schuf. Der Zimmermeister Johann Gottlob Döring (Christophs Sohn) und der Maurermeister Gottlob Friedrich Döring (Johann Gottfrieds Sohn, † 11. Juli 1796) zählten ebenfalls zu den vielgefragten Handwerkern der Familie Döring.

## Werke (Auswahl)
- Bürgerhaus, Kleine Fleischergasse 29 (1708, nicht mehr erhalten)
- Bürgerhäuser Katharinenstraße 12, 14 (Zimmermannsches Kaffeehaus) und 16 („Döringsche Häuser“,[4] alle von 1715 bis 1717, Nr. 14 & 16 im Zweiten Weltkrieg zerstört, Nr. 12 unzerstört aber 1963/64 abgerissen[5])
- Um- bzw. Neubau des Hôtels de Saxe, Klostergasse 9 (1717, im Zweiten Weltkrieg zerstört)[6]
- Dekoration der Außenfassade im Kaffeehaus „Zum Arabischen Coffe Baum“, Kleine Fleischergasse 4, (um 1718)
- Bürgerhaus Petersstraße 21 (1719, im Zweiten Weltkrieg zerstört)
- Bürgerhaus Neumarkt 12 (um 1720, im Zweiten Weltkrieg zerstört)
- Baumgärtnersche Gruft auf dem Alten Johannisfriedhof (1725 oder 1726)
- Bürgerhaus Brühl 27 (Wincklersches Haus von 1733 bis 1735, möglicherweise zusammen mit seinem Sohn Christoph Döring, nicht mehr erhalten)
- Portal an Jöchers Haus (1736)
- Barocke Turmhaube des Alten Rathauses (1744)